# Thimo Fiesel
Thimo Fiesel (geboren am 24. April 1983 in Eberhardzell, Baden-Württemberg, Deutschland) ist ein ehemaliger österreichischer Politiker und ehemaliger Generalsekretär der Grünen. Bis Oktober 2019 war er Landesgeschäftsführer der Tiroler Grünen.

## Leben
Fiesels Vater war Bauunternehmer und grüner Stadtrat.
Von 2001 bis 2004 absolvierte er eine Lehre als Kaufmann im Groß- und Außenhandel beim Stahlkonzern Thyssenkrupp Schulte. Danach absolvierte er seinen Zivildienst in einem Münchner Krankenhaus und holte das Abitur am zweiten Bildungsweg nach. Laut eigener Aussage führte ihn seine Liebe zu den Bergen 2007 zu einem Studium an der Fachhochschule Kufstein in Sport-, Kultur- und Veranstaltungsmanagement. Ein Gastsemester lang studierte er an der Al Akhawayn University im marokkanischen Wintersportort Ifrane. 2010 schloss er das Bachelorstudium mit Auszeichnung ab. Danach arbeitete er fünf Jahre lang beim Österreichischen Alpenverein und war dort für Kommunikation, Coaching und Jugendarbeit zuständig. Er ist auch Klettertrainer.
Laut eigener Aussage kandidierte Thimo Fiesel im Alter von 18 Jahren zum ersten Mal für die Grünen.
2016 wurde er Landesgeschäftsführer der Tiroler Grünen. Im Wahlkampf für die Europawahl in Österreich 2019 war er Wahlkampfleiter für die grüne Bundespartei. Mit geringen Mitteln erreichten die Grünen – mit Werner Kogler und Sarah Wiener an der Spitze – 14,08 Prozent. Kurz darauf wurde er von Spitzenkandidat Werner Kogler zum Wahlkampfleiter für die Nationalratswahl in Österreich 2019 berufen. Die Grünen konnten bei der Wahl den Wiedereinzug in den Nationalrat mit dem besten Ergebnis in der Geschichte der Partei erzielen. Im Oktober 2019 wurde Fiesel zum Generalsekretär designiert. Im November 2019 wurde er beim erweiterten Bundesvorstand der Grünen zum Generalsekretär der Partei gewählt. Ende April 2020 trat er mit Ablauf seiner Funktionsperiode aus privaten Gründen als Generalsekretär der Grünen ab, danach gab es bis 2023 kein Generalsekretariat bei den Grünen. 2023 verließ er den Landesparteivorstand der Tiroler Grünen. Im Mai 2023 folgte ihm Olga Voglauer als Generalsekretärin der Grünen nach, welche das Amt bis zur erneuten Einstellung aufgrund des Wechsels in die Opposition im Juni 2025 innehatte.
Fiesel ist verheiratet, hat drei Kinder und lebt derzeit in Kufstein.

## Publikationen
- Aus dem Tal der Tränen zum besten Wahlergebnis aller Zeiten. In: Thomas Hofer, Barbara Tóth (Hrsg.): Wahl 2019. Strategien, Schnitzel, Skandale. Ecowin, Salzburg 2019, ISBN 978-3-7110-0254-9, S. 97 ff.